# ククタ・デポルティーボFC
ククタ・デポルティーボ・フットボル・クルブSA（Cúcuta Deportivo Fútbol Club S. A. (発音 [ˈkukuta ðepoɾˈtiβo fuðˈbol ˈkluβ])）は、コロンビアのノルテ・デ・サンタンデール県ククタを本拠地とするサッカークラブである。

## タイトル

### 国内タイトル
- カテゴリア・プリメーラA：1回
  - 2006-II

- カテゴリア・プリメーラB：2回
  - 1995-96, 2005

### 国際タイトル
なし

## 歴代監督
- ホルヘ・ルイス・ピント (2006)
- ペドロ・サルミエント (2008)
- アニバル・ルイス (2008)
- ホルヘ・ルイス・ピント (2008-2009)
- オスカル・エクトル・キンタバーニ (2012)
- エイナル・アングロ (2012)
- ギジェルモ・サンギネッティ (2012-2013)
- アルバロ・アポンテ (2013)
- ヘンリー・バネガス (2013)
- エクトル・エストラーダ・カノ (2014)
- エクトル・エストラーダ・カノ (2014-2015)
- マルセロ・フエンテス (2015)
- フラビオ・トーレス (2015)
- フェルナンド・ベラスコ (2016-2017)
- フラビオ・ロバット (2017)
- ルーカス・プシネリ (2018)
- セバスティアン・メンデス (2019)
- ギジェルモ・サンギネッティ (2019)
- ハイロ・パティーニョ (2020)
- ホルヘ・アルティガス (2020)
- ダビド・スアレス (2020-2022)
- アキバルド・モスケラ (2022)
- ベルナルド・レディン (2023)
- フェデリコ・バリオヌエボ (2023-)

## 歴代所属選手

### GK
- ロビンソン・サパタ 2006-2007

### DF
- ウィリアム・パーラ・シニステラ 2022

### MF
- フアン・ラモン・ベロン 1978-1979
- マクネリー・トーレス 2005-2008
- レアンドロ・グラシアン 2016
- マルティン・モレル 2014-2016

### FW
- ジョゼ・カルロス・セホーン 1980
- ファウスティーノ・アスプリージャ 1988-1989
- ルベルス・モラン 2006
- フアン・マヌエル・マルティネス 2007
- ミゲル・ボルハ 2011